# Elliot del Borgo
Elliot Del Borgo ( Port Chester, 27 de octubre de 1938 – 30 de mayo de 2013) fue un compositor e instructor de música estadounidense.

## Biografía
Nacido en Port Chester (Nueva York), Del Borgo consiguió la licenciatura de ciencia de la State University of New York at Potsdam (SUNY Potsdam) en 1960.  Continuó los estudios de música en la Universidad del Temple, donde consiguió el Master en Educación, y en la Universidad de las Artes de Filadelfia, donde tuvo porfesores como Vincent Persichetti (composición) y Gilbert Johnson (trompeta), y por lo que consiguió el Máster de Música. Del Borgo impartió clases en las escuelas públicas de Philadelphia.
En 1966, Del Borgo volvió al SUNY Potsdam para integrarse en la Facultad de la Crane School of Music. Dio clases allí hasta 1995. SUNY otorgó a Del Borgo la equivalencia doctoral en 1973. Durante su mandato, se desempeñó como el primer presidente del Departamento de Teoría de la Música, Historia y Composición, y dirigió el Crane Wind Ensemble. En 1993, la American Bandmasters Association eligió a Del Borgo como miembro.
Como compositor, Del Borgo escribió cerca de 600 trabajos, incluyendo música de ceremonia de clausura de los Juegos Olímpicos de Lake Placid 1980. Sus otras composiciones incluyen dos volúmenes titulados Foundations for Strings.
Del Borgo se casó con Nancy Withington el 20 de junio de 1970. La pareja tuco dos hijas, Anne y Laura.